# سعد الهاشل
د.سعد الهاشل ، (1946) وزير العدل ووزير الأوقاف والشؤون الإسلامية السابق (1999 - 2001).

## السيرة الذاتية
الدكتور سعد جاسم يوسف الهاشل مواليد الكويت عام 1946 ، عين وزيرا للعدل ووزير اللاوقاف والشؤون الإسلامية بعد صدور مرسوم بتعديل مرسوم تشكيل الحكومة الكويتية برئاسة الشيخ سعد العبد الله السالم الصباح.

## المناصب والسيرة العلمية
- يحمل شهاداة الدكتوراه من جامعة ميتسوان عام 1979.
- عين ملحقا ثقافيا في الولايات المتحدة الامريكية - واشنطن عام 1979.
- عين مديرا لمركز بحوث المناهج في وزارة التربية من عام  1976 الي  1980.
- عمل مدرسا بقسم التربية بجامعة الكويت 1980.
- عين مديرا لمركز التربية العلمية بكلية التربية منذ عام 1980 الي 1982 .
- عين مساعد عميد كلية التربية عام 1982.
- عين عميدا لكلية التربية عام 1986.
- عين أمين عام لجامعة الكويت.
- تولي منصب وزير العدل ووزير الأوقاف والشؤون الإسلامية في 13 يوليو 1999.

## وصلات خارجية
- سعد جاسم يوسف الهاشل